# Mīlājerd
Mīlājerd (persiska: میلاجرد, مِلاجِرد, ميلاجيرد) är en ort i Iran.   Den ligger i provinsen Markazi, i den nordvästra delen av landet, 230 km sydväst om huvudstaden Teheran. Mīlājerd ligger 1 653 meter över havet och antalet invånare är 8 928.
Terrängen runt Mīlājerd är huvudsakligen platt, men åt sydost är den kuperad. Terrängen runt Mīlājerd sluttar västerut. Runt Mīlājerd är det ganska tätbefolkat, med 120 invånare per kvadratkilometer. Mīlājerd är det största samhället i trakten. Trakten runt Mīlājerd består i huvudsak av gräsmarker.